# Toezichthoudende Autoriteit van de Europese Vrijhandelsassociatie

landen onder toezicht van de Toezichthoudende Autoriteit
landen onder toezicht van de Europese Commissie
landen buiten Europese Economische Ruimte

De Toezichthoudende Autoriteit van de Europese Vrijhandelsassociatie is de tegenhanger van de Europese Commissie voor de EVA-lidstaten die participeren in de Europese Economische Ruimte (EER). Het orgaan houdt – onder leiding van het College van de Toezichthoudende Autoriteit – toezicht op de naleving van EER-wetgeving door de deelnemende EVA-lidstaten. Het is opgericht bij artikel 4 van de Overeenkomst tussen de EVA-staten betreffende de oprichting van een Toezichthoudende Autoriteit en een Hof van Justitie en zetelt in Brussel.

## Doel en taken
De doelstellingen van de Toezichthoudende Autoriteit zijn neergelegd in artikel 5, eerste lid, van de Overeenkomst en komen grotendeels overeen met de doelstellingen van de Europese Commissie. Deze zijn drieledig:
1. het verzekeren van de eerbiediging van de EER-Overeenkomst en de daarin neergelegde verplichtingen door de EVA-lidstaten;
2. het verzekeren van de toepassing van de in de EER-Overeenkomst neergelegde mededingingsbepalingen (de Toezichthoudende Autoriteit is net als de Europese Commissie tevens een mededingingsautoriteit);
3. het toezicht houden op de toepassing van de EER-Overeenkomst door de andere partijen bij die overeenkomst.

Om deze doelstellingen te bereiken heeft de Toezichthoudende Autoriteit een aantal bevoegdheden. Zij kan procedures aanhangig maken bij het Hof van de Europese Vrijhandelsassociatie tegen EVA-lidstaten indien zij – in strijd met de EER-bepalingen – wetgeving vaststellen die de werking van de interne markt verstoort of dreigt te verstoren of anderszins in strijd handelen met EER-wetgeving. Zij zorgt voor de controle op staatssteun en heeft de bevoegdheid onrechtmatig uitbetaalde staatssteun terug te vorderen. Zij houdt daarnaast toezicht op de naleving door bedrijven van de mededingingsregels, kan onderzoek doen naar vermeende schendingen van deze regels, en kan boetes opleggen aan ondernemingen. Ook beoordeelt zij de toelaatbaarheid (in het kader van de interne markt) van bedrijfsfusies.
Omdat de taken en bevoegdheden van de Toezichthoudende Autoriteit overeenkomen met die van de Europese Commissie, enkel voor een ander territorium, houdt zij nauw contact met deze laatste om een homogene naleving te garanderen.
Het College van de Toezichthoudende Autoriteit bestaat volgens artikel 7 en 9 van de Overeenkomst uit drie personen, een uit elke lidstaat, die voor een termijn van vier jaar worden benoemd door de regeringen van de lidstaten.